# Crystal Eastman

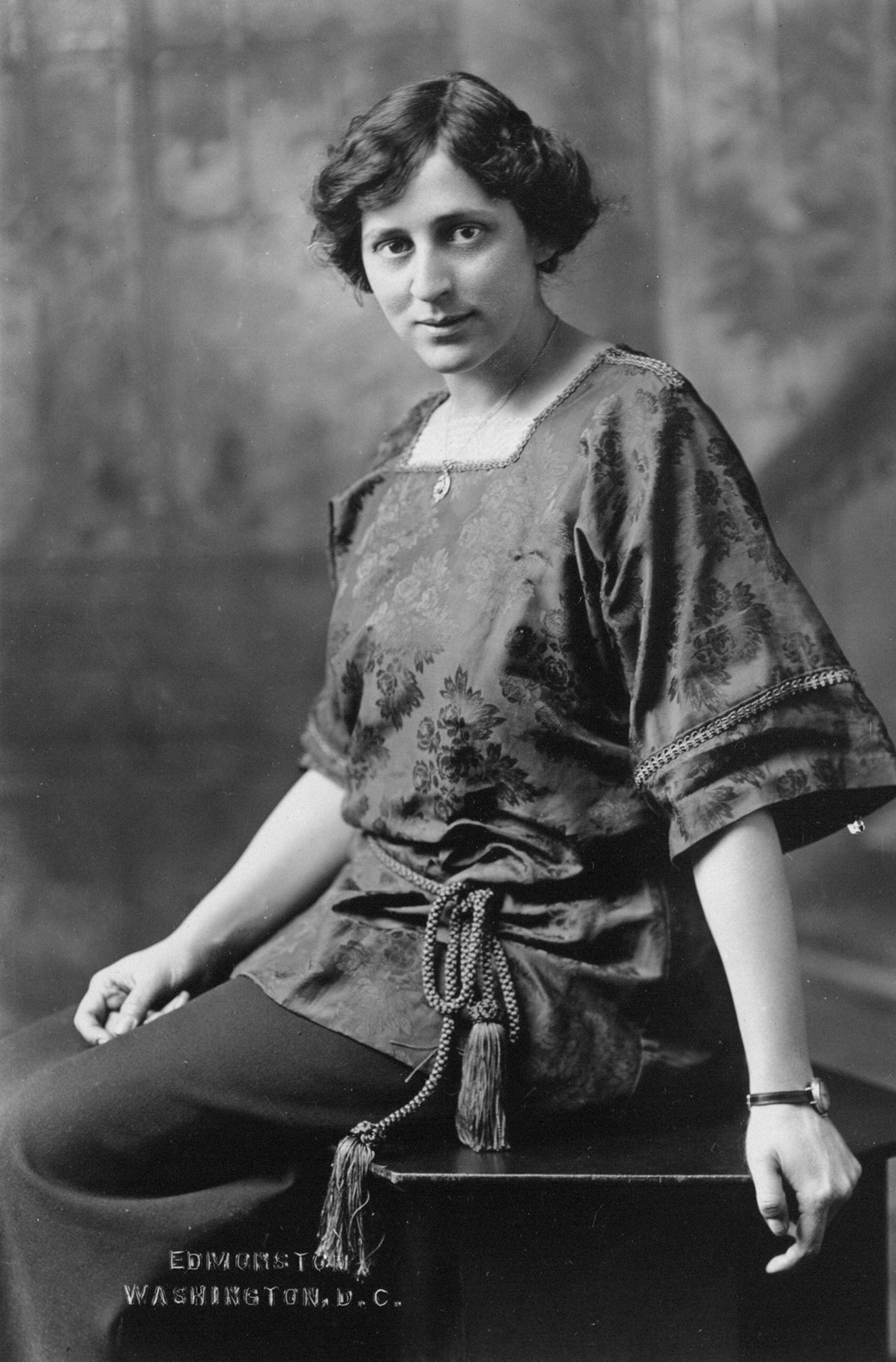
Crystal Eastman Benedict

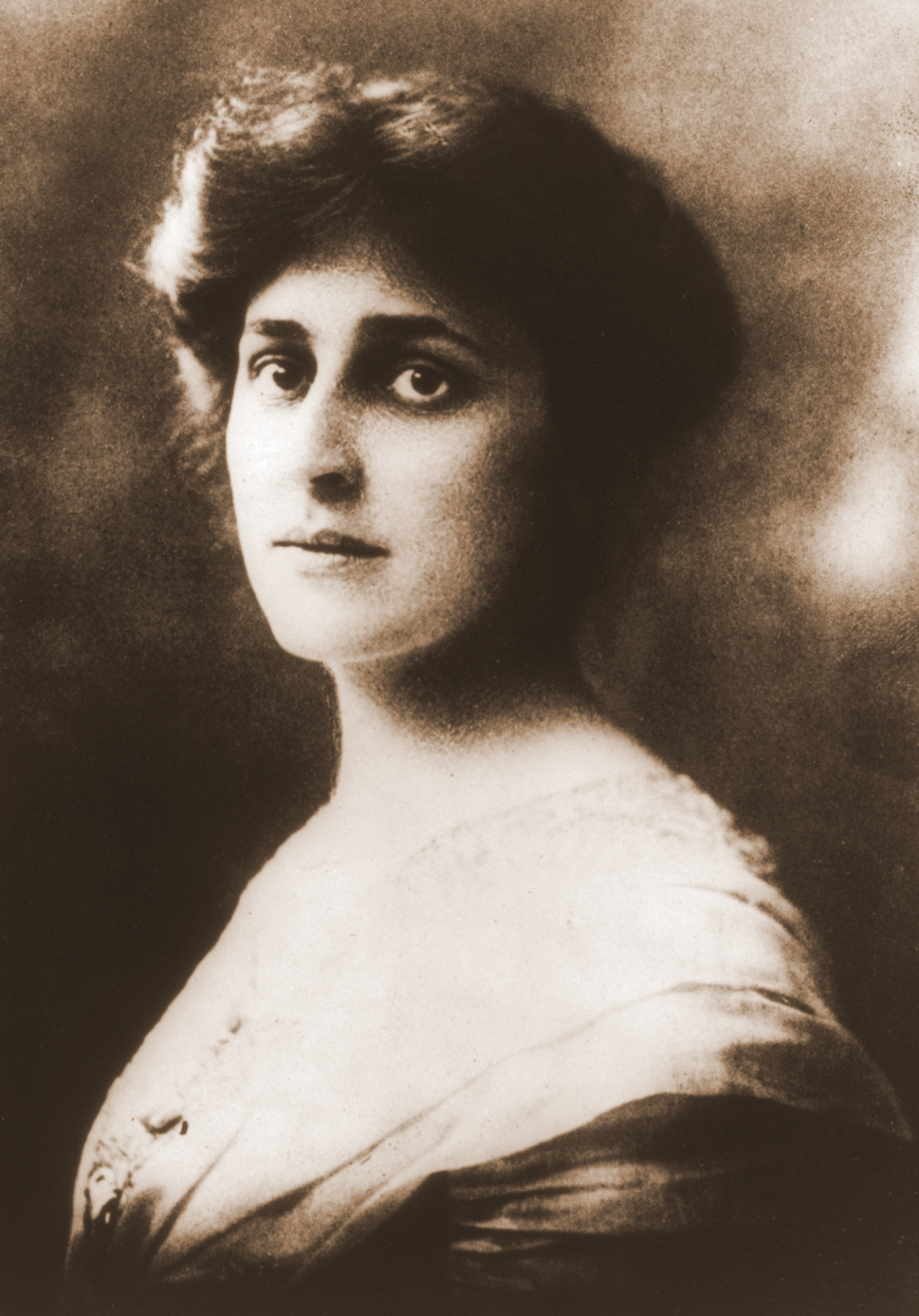
Crystal Eastman

 Crystal Eastman Benedict  (* 25. Juni 1881 in Marlborough (Massachusetts); † 8. Juli 1928 in Erie (Pennsylvania)) war eine US-amerikanische Anwältin, Journalistin und Frauenrechtlerin. Sie war Mitbegründerin der WILPF und der ACLU.

## Leben und Werk
Eastman war das dritte von vier Kindern von Samuel Elijah Eastman und Annis Bertha Ford, die 1889 als eine der ersten Frauen als protestantische Ministerin in Amerika ordiniert wurde. 1893 präsentierte ihre Mutter vor dem Frauenkongress im Frauengebäude der Weltausstellung in Chicago ein Papier mit dem Titel The Home and Its Foundations und 1895 hielt sie eine Predigt vor einem internationalen Publikum auf dem Eröffnungsgottesdienst der zweiten dreijährigen Sitzung des Nationalen Frauenrates der Vereinigten Staaten. Ihr Vater war auch Pfarrer der Kongregation und ihre Eltern waren Pastoren in der Kirche von Thomas K. Beecher in der Nähe von Elmira. Eastman und ihr Bruder Max Eastman wurden von dieser humanitären Tradition beeinflusst. Die Geschwister lebten mehrere Jahre zusammen in der 11th Street in Greenwich Village unter anderen radikalen Aktivisten. Zu dieser Gruppe gehörten Ida Rauh, Inez Milholland, Floyd Dell und Doris Stevens. Im Sommer und an den Wochenenden lebten sie in Croton-on-Hudson.
Eastman absolvierte 1903 das Vassar College und erhielt 1904 einen Master-Abschluss in dem damals neuen Studienfach Soziologie an der Columbia University. Anschließend erhielt sie 1907 ihren Abschluss in Rechtswissenschaften an der New York University School of Law.

## Soziales Engagement
1907 bot ihr der Herausgeber der Zeitschrift The Pittsburgh Survey, Paul Kellogg ihre erste Arbeitsstelle an. Sie untersuchte Arbeitsbedingungen und ihr Bericht Work Accidents and the Law  führte zu dem ersten Arbeitnehmerentschädigungsgesetz, welches sie während ihres Dienstes in einer Kommission des Staates New York entwarf. Anfang 1909 hatte Gouverneur Charles Evans Hughes sie in die New York State Commission als Sekretärin der Kommission eingesetzt. Später war sie als Ermittlungsanwältin für die Kommission für Arbeitsbeziehungen unter Präsident Woodrow Wilsons tätig.
Ihre Arbeit und ihre Erkenntnisse aus ihrer Studie wurden zu zentralen Dokumenten in der Arbeiterrechtsbewegung. 1909 unterstützt sie ihren Bruder Max bei der Gründung der Männerliga für Frauenwahlrecht, die zu einer einflussreichen nationalen Organisation wurde, die für das Wahlrecht der Frauen kämpfte. 1910 heiratete Eastman ihren langjährigen Freund Wallace Benedict und zog mit ihm in seine Heimatstadt Milwaukee. Sie war die Wahlkampfleiterin für das erfolglose Referendum über das Wahlrecht in Wisconsin von 1912 und kehrte kurz darauf 1913 nach New York zurück. Ihre Ehe endete 1915 mit einer Scheidung. Als Erklärung der finanziellen und persönlichen Unabhängigkeit lehnte Eastman die Annahme von Unterhalt ab und erklärte, dass die Annahme des Geldes ihres ehemaligen Mannes bedeuten würde, sich sowohl als Frau als auch als Feministin zu verraten.
Als sie 1913 nach New York zurückkehrte, gründete sie zusammen mit Alice Paul, Lucy Burns und anderen die Kongressunion für Frauenwahlrecht, die Vorgängerin der National Woman’s Party (NWP). 1919 organisierte sie den ersten Feministischen Kongress. Nachdem der 19. Verfassungszusatz Frauen 1920 das Wahlrecht einräumte, schrieben Eastman und Paul den Equal Rights Amendment.

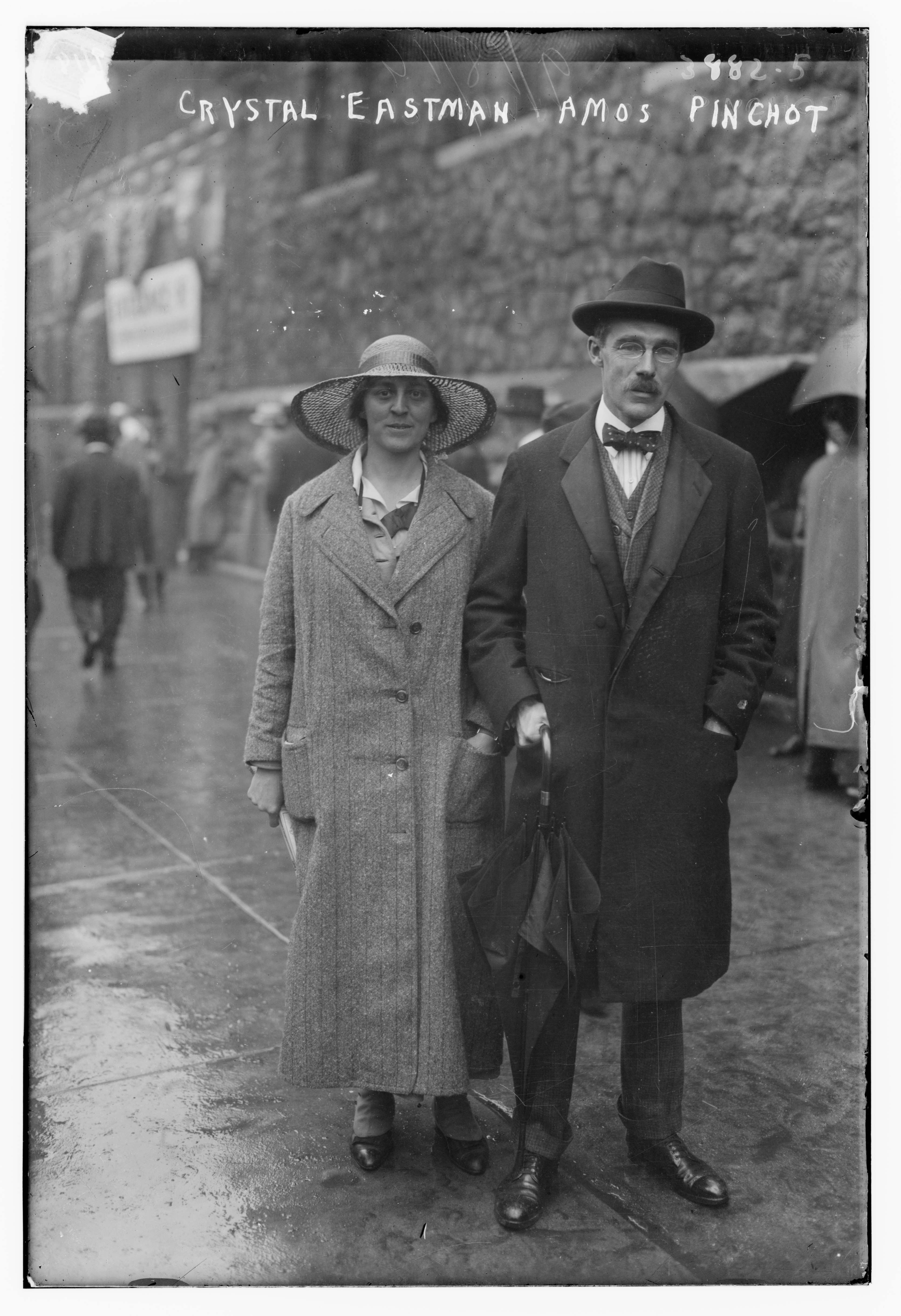
Crystal Eastman und Amos Pinchot, 1915

## Pazifistisches Engagement
Nach dem Ausbruch des Ersten Weltkriegs gründete sie mit Jane Addams, Lillian Wald, Paul Kellogg, Edith Abbott, Sophonisba Breckinridge, Oswald Garrison Villard und anderen Antikriegsaktivisten die Woman’s Peace Party (WPP) in New York und überzeugte Jane Addams die nationale Frauenfriedenspartei zu leiten. Eastman war Präsidentin der New Yorker Sektion. Sie sammelte Spenden, organisierte Kundgebungen und sprach 1920 bei Versammlungen im Rahmen der Kampagne für das föderale Verfassungsrecht für Frauen. Der Verein wurde 1921 in Women’s International League for Peace and Freedom (WILPF) umbenannt und ist die älteste internationale pazifistische Frauenorganisation.
Eastman wurde außerdem Exekutivdirektorin der pazifistischen Organisation American Union Against Militarism (AUAM), die darauf abzielte, die Vereinigten Staaten von europäischen Konflikten und Kriegen mit Mexiko auszuschließen. Sie organisierte zusammen mit Roger Nash Baldwin und Norman Thomas das National Civil Liberties Bureau (NCLB), um Kriegsdienstverweigerer aus Gewissensgründen zu schützen. Das NCLB wurde zur American Civil Liberties Union (ACLU) mit Baldwin als Leiter und Eastman als Geschäftsführerin, nachdem Baldwin sich weigerte, für diese Aufgabe nach New York zu ziehen.

## Nachkriegszeit
Eastmans Abschied von der ACLU im Jahr 1921 wurde unter anderem auf ihren schlechten Gesundheitszustand zurückgeführt. Aufgrund ihres Engagements für radikale und linke Organisationen wurde sie während des First Red Scare von 1919 bis 1921 auf eine Schwarze Liste gesetzt und war somit arbeitslos. 1919 hatte sie den englischen Verleger Walter Fuller geheiratet, mit dem sie zwei Kinder bekam. Sie arbeitete bis Kriegsende mit ihm zusammen als Aktivistin. Ab 1922 arbeitete Fuller in England für die BBC und Eastman entschloss sich ebenfalls in London zu leben. Sie verdiente ihren Lebensunterhalt damit, dass sie für verschiedene Publikationen hauptsächlich zu Fragen der Gleichstellung von Frauen und des Sozialismus schrieb.
1927 kehrte sie in die USA zurück und erwartete, dass ihr Ehemann folgen würde. Doch einen Monat nach ihrer Abreise starb ihr Ehemann an einem Schlaganfall. Eastman starb zehn Monate später im Alter von 48 Jahren an einer Nierenerkrankung.
Eastman schrieb und veröffentlichte Artikel über Frauenfragen, Krieg und Frieden, internationale Entwicklungen und soziale Reformen in Fachzeitschriften und populären Magazinen in den USA und in England. Sie und ihr Bruder Max Eastman gründeten, besaßen und redigierten die sozialistische Zeitschrift The Liberator und von 1918 bis 1922 veröffentlichte das Magazin Berichte über sozialistische Bewegungen auf der ganzen Welt, darunter Artikel aus Russland von John Reed und Louise Bryant.

## Ehrungen
- Ihre 1920 gehaltene Rede Now We Can Begin ist in den Top 100-Reden der amerikanischen Rhetorik des 20. Jahrhunderts (nach Rang geordnet) als Nr. 83 aufgeführt.[4][5]
- 2000 wurde Eastman in die (amerikanische) National Women’s Hall of Fame in Seneca Falls, New York, aufgenommen.[6][7]

## Veröffentlichungen (Auswahl)
- 'Employers' Liability,' a Criticism Based on Facts. 1909.
- Work-accidents and the Law, 1910.
- Mexican-American Peace Committee (Mexican-American league), 1916.
- Work accidents and the Law, 1969.
- mit Max Eastman: Toward the Great Change: Crystal and Max Eastman on Feminism, Antimilitarism, and Revolution. Garland Publishing, 1976, ISBN 978-0-8240-0502-3.